# Кочмержевський Венедикт Костянтинович
Кочмержевський Венедикт Костянтинович (12 березня 1865, Хасав'юрт, Терська область, Російська імперія — ?) — отаман для доручень Головного інженерного управління Дієвої Армії УНР.

## Біографія
Народився у місті Хасав'юрт Терської області.
Закінчив Одеське реальне училище, витримав іспит на звання офіцера при Миколаївському Інженерному училищі (у 1883 році), служив у 4-му гренадерському Несвізькому полку. Закінчив офіцерський клас Військово-Електротехнічної школи. З 1 січня 1898 року — завідувач перемінного складу Військово-Електротехнічної школи. З 25 грудня 1909 року — полковник. Серед російських військовиків був відомий публікаціями у військово-інженерній галузі. Під час Першої світової війни — член Інженерного комітету Головного інженерного управління. 1 лютого 1918 року демобілізувався з військової служби. Останнє звання у російській армії — генерал-майор.
За Гетьманату одержав звання генерального хорунжого Армії Української Держави. З 15 листопада 1918 року служив у Головному інженерному управлінні Армії Української Держави, згодом — Дієвої Армії УНР. З 1 липня 1919 року до жовтня 1919 року — отаман для доручень Головного інженерного управління Дієвої Армії УНР.
Подальша доля невідома.